# Team Barloworld/2005
Deze pagina geeft een overzicht van de Team Barloworld-Bianchi wielerploeg in  2005.

## Renners
| Naam                          | Geboortedatum | Nationaliteit       | Ploeg 2004      |
| ----------------------------- | ------------- | ------------------- | --------------- |
| Stefan Adamsson               | 03-01-1978    | Zweden              |                 |
| Pedro Arreitunandia Quintero  | 24-07-1974    | Spanje              | Cafes Baqué     |
| Igor Astarloa                 | 29-03-1976    | Spanje              | Lampre          |
| Roger Beuchat                 | 02-01-1972    | Zwitserland         | Vini Caldirola  |
| Félix Cárdenas                | 24-11-1972    | Colombia            | Cafes Baqué     |
| Matteo Carrara                | 25-03-1979    | Italië              | Lampre          |
| Stefano Cavallari             | 31-03-1978    | Italië              | Vini Caldirola  |
| Luca Celli                    | 23-02-1979    | Italië              | Vini Caldirola  |
| Giampaolo Cheula              | 23-05-1979    | Italië              | Vini Caldirola  |
| Ryan Cox                      | 09-04-1979    | Zuid-Afrika         |                 |
| Enrico Degano                 | 11-03-1976    | Italië              |                 |
| Vladimir Jefimkin             | 02-12-1981    | Rusland             | Neo             |
| David George                  | 23-02-1976    | Zuid-Afrika         |                 |
| Rodney Green                  | 23-05-1974    | Zuid-Afrika         |                 |
| René Jørgensen                | 26-07-1975    | Denemarken          | Alessio-Bianchi |
| Tiaan Kannemeyer              | 14-12-1978    | Zuid-Afrika         |                 |
| Darren Lill                   | 20-08-1982    | Zuid-Afrika         |                 |
| Paolo Longo Borghini          | 10-12-1980    | Italië              | Vini Caldirola  |
| Jeremy Martens                | 14-08-1979    | Zuid-Afrika         | Elite 2         |
| David Plaza                   | 03-07-1970    | Spanje              | Cafes Baqué     |
| Antonio Salomone (wielrenner) | 31-08-1976    | Italië              |                 |
| Eddy Serri                    | 24-11-1974    | Italië              |                 |
| Tom Southam                   | 28-05-1981    | Verenigd Koninkrijk | Amore & Vita    |
| Sean Sullivan                 | 08-08-1978    | Australië           |                 |
| Giulio Tomi                   | 04-01-1978    | Italië              | Vini Caldirola  |

## Overwinningen
Ronde van Langkawi
8e etappe: Ryan Cox
Eindklassement: Ryan Cox
Ronde van Murcia
4e etappe: Pedro Arreitunandia
Nationale kampioenschappen
Zuid-Afrika (tijdrit): Tiaan Kannemeyer
Zuid-Afrika (wegwedstrijd): Ryan Cox
Ronde van de Kaap
2e etappe: Tiaan Kannemeyer
4e etappe: Tiaan Kannemeyer
Eindklassement: Tiaan Kannemeyer
Ronde van Aragon
2e etappe: Vladimir Jefimkin
Vierdaagse van Duinkerke
4e etappe: Vladimir Jefimkin
Ronde van Japan
3e etappe: Félix Cárdenas
5e etappe: Félix Cárdenas
Eindklassement: Félix Cárdenas
Bicicleta Vasca
Pedro Arreitunandia
Ster Elektrotoer
1e etappe: Enrico Degano
5e etappe: Enrico Degano
Ronde van het Qinghaimeer
6e etappe: Ryan Cox
9e etappe: Sean Sullivan
Ronde van Wallonië
1e etappe: Luca Celli
Eindklassement: Luca Celli
Ronde van Burgos
2e etappe: Igor Astarloa
Ronde van Portugal
3e etappe: Vladimir Jefimkin
Eindklassement: Vladimir Jefimkin
2003 · 2004 · 2005 · 2006 · 2007 · 2008 · 2009